# Миртл (Міннесота)
Миртл (англ. Myrtle) — місто (англ. city) в США, в окрузі Фріборн штату Міннесота. Населення — 47 осіб (2020).

## Географія
Миртл розташований за координатами 43°33′47″ пн. ш. 93°9′47″ зх. д. / 43.56306° пн. ш. 93.16306° зх. д. (43.563132, -93.163144).  За даними Бюро перепису населення США в 2010 році місто мало площу 0,27 км², уся площа — суходіл. В 2017 році площа становила 0,25 км², уся площа — суходіл.

## Демографія
Згідно з переписом 2010 року, у місті мешкало 48 осіб у 26 домогосподарствах у складі 12 родин. Густота населення становила 175 осіб/км².  Було 36 помешкань (131/км²).
Расовий склад населення:
| - 100,0 % — білих |

До двох чи більше рас належало 0,0 %. Частка іспаномовних становила 16,7 % від усіх жителів.
За віковим діапазоном населення розподілялося таким чином: 22,9 % — особи молодші 18 років, 64,6 % — особи у віці 18—64 років, 12,5 % — особи у віці 65 років та старші. Медіана віку мешканця становила 45,5 року. На 100 осіб жіночої статі у місті припадало 140,0 чоловіків;  на 100 жінок у віці від 18 років та старших — 146,7 чоловіків також старших 18 років.
Середній дохід на одне домашнє господарство  становив 26 745 доларів США (медіана — 22 500), а середній дохід на одну сім'ю — 32 977 доларів (медіана — 40 625). За межею бідності перебувало 7,4 % осіб, у тому числі 0,0 % дітей у віці до 18 років та 25,0 % осіб у віці 65 років та старших.
Цивільне працевлаштоване населення становило 21 осіб. Основні галузі зайнятості: мистецтво, розваги та відпочинок — 38,1 %, виробництво — 23,8 %, роздрібна торгівля — 14,3 %, освіта, охорона здоров'я та соціальна допомога — 9,5 %.